# Seven de Singapur 2016
El Seven de Singapur de 2016 fue la quinta edición del torneo de rugby 7, fue el octavo torneo de la temporada 2015-16 de la Serie Mundial Masculina de Rugby 7.
Se disputó en la instalaciones del Estadio Nacional de Singapur.

## Fase de grupos

### Grupo A
| Equipo     | Encuentros | Encuentros | Encuentros | Encuentros | Tantos  | Tantos    | Tantos     | Puntos |
| Equipo     | jugados    | ganados    | empatados  | perdidos   | a favor | en contra | diferencia | Puntos |
| ---------- | ---------- | ---------- | ---------- | ---------- | ------- | --------- | ---------- | ------ |
| Fiyi       | 3          | 2          | 0          | 1          | 78      | 40        | +38        | 7      |
| Samoa      | 3          | 2          | 0          | 1          | 61      | 38        | +23        | 7      |
| Inglaterra | 3          | 2          | 0          | 1          | 38      | 38        | 0          | 7      |
| Portugal   | 3          | 0          | 0          | 3          | 19      | 80        | -61        | 3      |

Nota: Se otorgan 3 puntos al equipo que gane un partido, 2 al que empate y 1 al que pierda

### Grupo B
| Equipo         | Encuentros | Encuentros | Encuentros | Encuentros | Tantos  | Tantos    | Tantos     | Puntos |
| Equipo         | jugados    | ganados    | empatados  | perdidos   | a favor | en contra | diferencia | Puntos |
| -------------- | ---------- | ---------- | ---------- | ---------- | ------- | --------- | ---------- | ------ |
| Francia        | 3          | 3          | 0          | 0          | 69      | 36        | +33        | 9      |
| Nueva Zelanda  | 3          | 2          | 0          | 1          | 43      | 53        | -10        | 7      |
| Estados Unidos | 3          | 1          | 0          | 2          | 65      | 52        | +13        | 5      |
| Canadá         | 3          | 0          | 0          | 3          | 50      | 86        | -36        | 3      |

### Grupo C
| Equipo    | Encuentros | Encuentros | Encuentros | Encuentros | Tantos  | Tantos    | Tantos     | Puntos |
| Equipo    | jugados    | ganados    | empatados  | perdidos   | a favor | en contra | diferencia | Puntos |
| --------- | ---------- | ---------- | ---------- | ---------- | ------- | --------- | ---------- | ------ |
| Sudáfrica | 3          | 3          | 0          | 0          | 68      | 10        | +58        | 9      |
| Kenia     | 3          | 1          | 1          | 1          | 33      | 33        | 0          | 6      |
| Escocia   | 3          | 1          | 1          | 1          | 48      | 62        | -14        | 6      |
| Rusia     | 3          | 0          | 0          | 3          | 34      | 78        | -44        | 3      |

### Grupo D
| Equipo    | Encuentros | Encuentros | Encuentros | Encuentros | Tantos  | Tantos    | Tantos     | Puntos |
| Equipo    | jugados    | ganados    | empatados  | perdidos   | a favor | en contra | diferencia | Puntos |
| --------- | ---------- | ---------- | ---------- | ---------- | ------- | --------- | ---------- | ------ |
| Argentina | 3          | 2          | 1          | 0          | 75      | 49        | +26        | 8      |
| Australia | 3          | 2          | 0          | 1          | 55      | 36        | +19        | 7      |
| Japón     | 3          | 1          | 1          | 1          | 59      | 57        | +2         | 6      |
| Gales     | 3          | 0          | 0          | 3          | 52      | 99        | -47        | 3      |

## Fase Final

### Cuartos de final
| 17 de abril | Fiyi | 19 - 14 | Australia |  |  |

| 17 de abril | Sudáfrica | 12 - 7 | Nueva Zelanda |  |  |

| 17 de abril | Argentina | 12 - 7 | Samoa |  |  |

| 17 de abril | Francia | 7 - 26 | Kenia |  |  |

### Semifinal
| 17 de abril | Fiyi | 26 - 21 | Sudáfrica |  |  |

| 17 de abril | Argentina | 12 - 15 | Kenia |  |  |

### Final
| 17 de abril | Fiyi | 7 - 30 | Kenia |  |  |

| Bandera de Kenia       |
| Campeón Kenia          |
| 1º título del circuito |